# Saido Berahino
Saido Berahino, né le 4 août 1993 à Bujumbura (Burundi), est un footballeur international burundais qui évolue au poste d'attaquant.

## Biographie
Né au Burundi, Saido Berahino quitte son pays natal à l'âge de dix ans, au milieu de la guerre civile, pour rejoindre l'Angleterre où sa famille obtient l'asile avant de s'installer à Birmingham. En 2004, Berahino rejoint l'académie du West Bromwich Albion. 

### En club
Saido Berahino signe son premier contrat professionnel avec les Baggies en 2011. Il est ensuite prêté pour trois mois à Northampton Town, qui évolue en D4 anglaise, où il marque 6 buts en 15 matchs. 
Le 9 février 2012, il est prêté pour trois mois à Brentford en D3 anglaise. Il s'illustre en marquant 4 buts en 8 rencontres de championnat. 
Le 1er octobre 2012, il est prêté pour deux mois au Peterborough United en D2 anglaise. 
Le 1er septembre 2013, il fait ses débuts au Premier League lors d'un match contre Swansea City. Quatre semaines plus tard, il marque son premier but en Premier League face à Manchester United (victoire 2-1) à Old Trafford et son but permet à WBA de remporter son premier match sur le terrain des Mancuniens depuis 1978. 
La saison suivante, Saido Berahino s'impose comme titulaire à la pointe de l'attaque de West Bromwich Albion ou il marque 7 buts lors des 11 premières journées. En mars 2015, il est le sixième meilleur buteur de Premier League. Cependant, il ne marque que quatre buts en 31 matchs la saison suivante. Très peu utilisé par Tony Pulis lors de la première partie de saison 2016-2017 (quatre apparitions en Premier League entre août 2016 et janvier 2017), il quitte son club formateur à l'occasion du marché des transferts hivernal de janvier 2017. 
Le 20 janvier 2017, Berahino s'engage pour cinq ans et demi avec Stoke City. Il inscrit cinq buts en cinquante-six matchs sous le maillot de Stoke en l'espace de deux ans et demi.
Le 9 août 2019, il s'engage avec le club belge du SV Zulte Waregem.
Il participe à vingt-deux matches et marque huit buts toutes compétitions confondues au cours de sa première saison en Belgique.
Le 5 octobre 2020, Saido Berahino est prêté pour une saison avec option d'achat au Sporting de Charleroi. 
Il marque pour les "Zèbres" dès son premier match, le 18 octobre 2020, en déplacement à Genk (défaite 2-1).
Le 31 août 2021, il rejoint Sheffield Wednesday.
Fin août 2022, il s'engage avec AEL Limassol.

### En sélection
Possédant la double nationalité anglo-burundaise, Berahino décide de jouer pour l'Angleterre. Il est sélectionné dans toutes les catégories de jeunes et inscrit dix buts en douze matchs sous le maillot de l'équipe d'Angleterre espoirs entre 2013  et 2015.
Le 6 novembre 2014, il est convoqué pour la première fois en équipe d'Angleterre par Roy Hodgson mais n'entre pas en jeu. Approché par la Fédération de football du Burundi dès 2015, Berahino opte finalement pour la sélection burundaise en août 2018.
Le 8 septembre 2018, Berahino honore sa première sélection avec le Burundi face au Gabon. Il se démarque en inscrivant l'unique but de son équipe, qui fait match nul 1-1.

## Statistiques

### Statistiques en club
| Saison                | Club                          | Championnat           | Championnat | Championnat | Coupe nationale | Coupe nationale | Coupe de la Ligue | Coupe de la Ligue | Supercoupe | Supercoupe | Compétition(s) continentale(s) | Compétition(s) continentale(s) | Compétition(s) continentale(s) | Total | Total |
| Saison                | Club                          | Division              | M.          | B.          | M.              | B.              | M.                | B.                | M.         | B.         | Comp.                          | M.                             | B.                             | M.    | B.    |
| 2012-2013             | West Bromwich Albion FC       | Premier League        | -           | -           | -               | -               | 1                 | 0                 | -          | -          | -                              | -                              | -                              | 1     | 0     |
| 2013-2014             | West Bromwich Albion FC       | Premier League        | 32          | 5           | 1               | 0               | 2                 | 4                 | -          | -          | -                              | -                              | -                              | 35    | 9     |
| 2014-2015             | West Bromwich Albion FC       | Premier League        | 38          | 14          | 4               | 5               | 3                 | 1                 | -          | -          | -                              | -                              | -                              | 45    | 20    |
| 2015-2016             | West Bromwich Albion FC       | Premier League        | 31          | 4           | 4               | 3               | -                 | -                 | -          | -          | -                              | -                              | -                              | 35    | 7     |
| 2016-2017             | West Bromwich Albion FC       | Premier League        | 4           | 0           | -               | -               | 1                 | 0                 | -          | -          | -                              | -                              | -                              | 5     | 0     |
| Sous-total            | Sous-total                    | Sous-total            | 105         | 23          | 9               | 8               | 7                 | 5                 | -          | -          | -                              | -                              | -                              | 121   | 36    |
| 2011-2012             | Northampton Town FC (prêt)    | League Two            | 14          | 6           | 1               | 0               | -                 | -                 | -          | -          | -                              | -                              | -                              | 15    | 6     |
| 2011-2012             | Brentford FC (prêt)           | League One            | 8           | 4           | -               | -               | -                 | -                 | -          | -          | -                              | -                              | -                              | 8     | 4     |
| 2012-2013             | Peterborough United FC (prêt) | Championship          | 10          | 2           | -               | -               | -                 | -                 | -          | -          | -                              | -                              | -                              | 10    | 2     |
| Sous-total            | Sous-total                    | Sous-total            | 32          | 12          | 1               | 0               | -                 | -                 | -          | -          | -                              | -                              | -                              | 33    | 12    |
| 2016-2017             | Stoke City FC                 | Premier League        | 13          | 0           | -               | -               | -                 | -                 | -          | -          | -                              | -                              | -                              | 13    | 0     |
| 2017-2018             | Stoke City FC                 | Premier League        | 15          | 0           | 1               | 0               | 1                 | 0                 | -          | -          | -                              | -                              | -                              | 17    | 0     |
| 2018-2019             | Stoke City FC                 | Championship          | 23          | 3           | 1               | 0               | 2                 | 2                 | -          | -          | -                              | -                              | -                              | 26    | 5     |
| Sous-total            | Sous-total                    | Sous-total            | 51          | 3           | 2               | 0               | 3                 | 2                 | -          | -          | -                              | -                              | -                              | 56    | 5     |
| 2019-2020             | SV Zulte Waregem              | Jupiler Pro League    | 18          | 6           | 4               | 2               | -                 | -                 | -          | -          | -                              | -                              | -                              | 22    | 8     |
| 2020-2021             | SV Zulte Waregem              | Jupiler Pro League    | 8           | 2           | -               | -               | -                 | -                 | -          | -          | -                              | -                              | -                              | 8     | 2     |
| Sous-total            | Sous-total                    | Sous-total            | 26          | 8           | 4               | 2               | -                 | -                 | -          | -          | -                              | -                              | -                              | 30    | 10    |
| 2020-2021             | Charleroi SC (prêt)           | Jupiler pro League    | -           | -           | -               | -               | -                 | -                 | -          | -          | -                              | -                              | -                              | 0     | 0     |
| Sous-total            | Sous-total                    | Sous-total            | -           | -           | -               | -               | -                 | -                 | -          | -          | -                              | -                              | -                              | 0     | 0     |
| Total sur la carrière | Total sur la carrière         | Total sur la carrière | 214         | 46          | 16              | 10              | 10                | 7                 | -          | -          | -                              | -                              | -                              | 240   | 63    |

### But en sélection
| #  | Date             | Lieu                                | Adversaire | Score | Résultat | Compétition  |
| -- | ---------------- | ----------------------------------- | ---------- | ----- | -------- | ------------ |
| 1. | 8 septembre 2018 | Stade d'Angondjé, Libreville, Gabon | Gabon      | 0-1   | 1-1      | Match amical |